# Parthenicus davisi
Parthenicus davisi är en insektsart som beskrevs av Knight 1968. Parthenicus davisi ingår i släktet Parthenicus och familjen ängsskinnbaggar. Inga underarter finns listade i Catalogue of Life.